# Жебровский, Эдвард
Эдвард Жебровский (пол. Edward Żebrowski; 26 июля 1935, Варшава — 13 февраля 2014, там же) — польский режиссёр, сценарист, писатель и актер кино и телевидения. Автор художественных и документальных фильмов.

## Биография
Родился в Варшаве. Окончил режиссёрский факультет Лодзинской киношколы в 1965 году. На втором курсе написал сценарий и поставил учебный этюд «Школа чувств» (Szkoła uczuć, 1963 год), за который был отмечен премией министра культуры и искусств, а также призом V Фестиваля учебных киноэтюдов в Варшаве.
Снял несколько документальных фильмов по собственным сценариям. Заявил о себе в художественном кино в качестве сценариста (совместно с Кшиштофом Занусси) короткометражного телефильма «Лицом к лицу» (Twarza w twarz, 1967 год). В течение последующих 25 лет часто сотрудничал с этим режиссёром. Сыграл эпизодические роли в фильмах Занусси «Иллюминация» (Iluminacja, 1972 год) и «Константа» (Constans, 1980 год).
В 1970 году дебютировал в качестве режиссёра игрового кино, поставив по собственному сценарию короткометражный драматический телефильм «Шанс» (Szansa). Дебют Жебровского на большом экране был обласкан вниманием критиков: художественный фильм «Спасение» (Ocalenie, 1972 год) получил призы на МКФ в Вальядолиде, Варне, Чикаго.
Как сценарист, помимо многолетнего плодотворного сотрудничества с Занусси, Эдвард Жебровский работал и с другими классиками польского авторского кино, в частности с Анджеем Вайдой над международной киноадаптацией «Бесов» Достоевского (Les possédés, 1988 год) и Кшиштофом Кесьлёвским над фильмами из трилогии «Три цвета» (фр. Trois Couleurs, пол. Trzy kolory, 1993—1994).

В 1979—1984 и 1989 — 1991 годах преподавал на факультете телевидения в Силезском университете в Катовицах. Также читал спецкурсы в Западном Берлине, Копенгагене и Брно.
Скончался Эдвард Жебровский 13 февраля 2014 года в Варшаве.

## Избранная фильмография

### Документальные фильмы
- Марафон (Maraton,1965)
- Прыжок (Skok, 1966)

### Художественные фильмы (режиссёр)
- Шанс (Szansa, 1970, телефильм)
- Ноябрьский день (Dzień listopadowy, 1971, телефильм)
- Спасение (Ocalenie, 1972, премия имени Анджея Мунка)
- Больница Преображения (Szpital przemienienia, 1978, по одноименной повести Станислава Лема)
- Средь бела дня (W biały dzień, 1980, главный приз Фестиваля польских художественных фильмов в Гданьске)

### Автор сценария
- Структура кристалла (Struktura kryształu, 1969, с Кшиштофом Занусси)
- Страсть (Pasja, 1977, с Анджеем Кийовским)